# CWT
CWT és una unitat de massa britànica, que significa c-weight. Actualment és usat freqüentment per a la venda de bestiar. La C és el numeral romà de cent. El segle xix era molt utilitzat per a consignar el pes del canó. Ex: el canó Armstrong de 71 cwt equival a 71 x 112 lb =7952 lb o 3615 kg. Era usat en comptes del calibre, ja que un canó més pesat era més potent. Hi ha dues diferents mesures per al cwt:
- L'anglesa, que equival a 112 lliures o 50,80234544 kg. Això va ser usat per a una millor conversió al sistema mètric.
- L'americana, equivalent a 100 lliures o 45,359237 kg.